# 이선옥 (작가)
이선옥(1967년 ~ )는 대한민국의 작가, 유튜버이다.